# Brazilská ženská fotbalová reprezentace
Brazilská ženská fotbalová reprezentace reprezentuje Brazílii na mezinárodních fotbalových akcích, jako je mistrovství světa žen nebo ženský turnaj na olympijských hrách.

## Olympijské hry
| Rok    | Účast                                           | Soupisky |
| ------ | ----------------------------------------------- | -------- |
| 1996   | 4. místo                                        |          |
| 2000   | 4. místo                                        |          |
| 2004   | Stříbrná medaile                                |          |
| 2008   | Stříbrná medaile                                |          |
| 2012   | Prohra ve čtvrtfinále s Japonskem               | soupiska |
| 2016   | 4. místo                                        |          |
| 2020   | 6. místo                                        |          |
| 2024   | Stříbrná medaile                                |          |
| Celkem | Účast – 8× Zlato – 0×, Stříbro – 3×, Bronz – 0× |          |

## Mistrovství světa
| Rok    | Účast                                           | Soupisky |
| ------ | ----------------------------------------------- | -------- |
| 1991   | nepostoupily ze skupiny                         |          |
| 1995   | nepostoupily ze skupiny                         |          |
| 1999   | Bronzová medaile                                |          |
| 2003   | prohra ve čtvrtfinále se Švédskem               |          |
| 2007   | Stříbrná medaile                                |          |
| 2011   | prohra ve čtvrtfinále s USA                     |          |
| 2015   | prohra v osmifinále s Austrálií                 |          |
| 2019   | prohra v osmifinále s Francie                   |          |
| 2023   | Základní skupina                                | Soupiska |
| Celkem | Účast – 9× Zlato – 0×, Stříbro – 1×, Bronz – 1× |          |